# 商用车辆

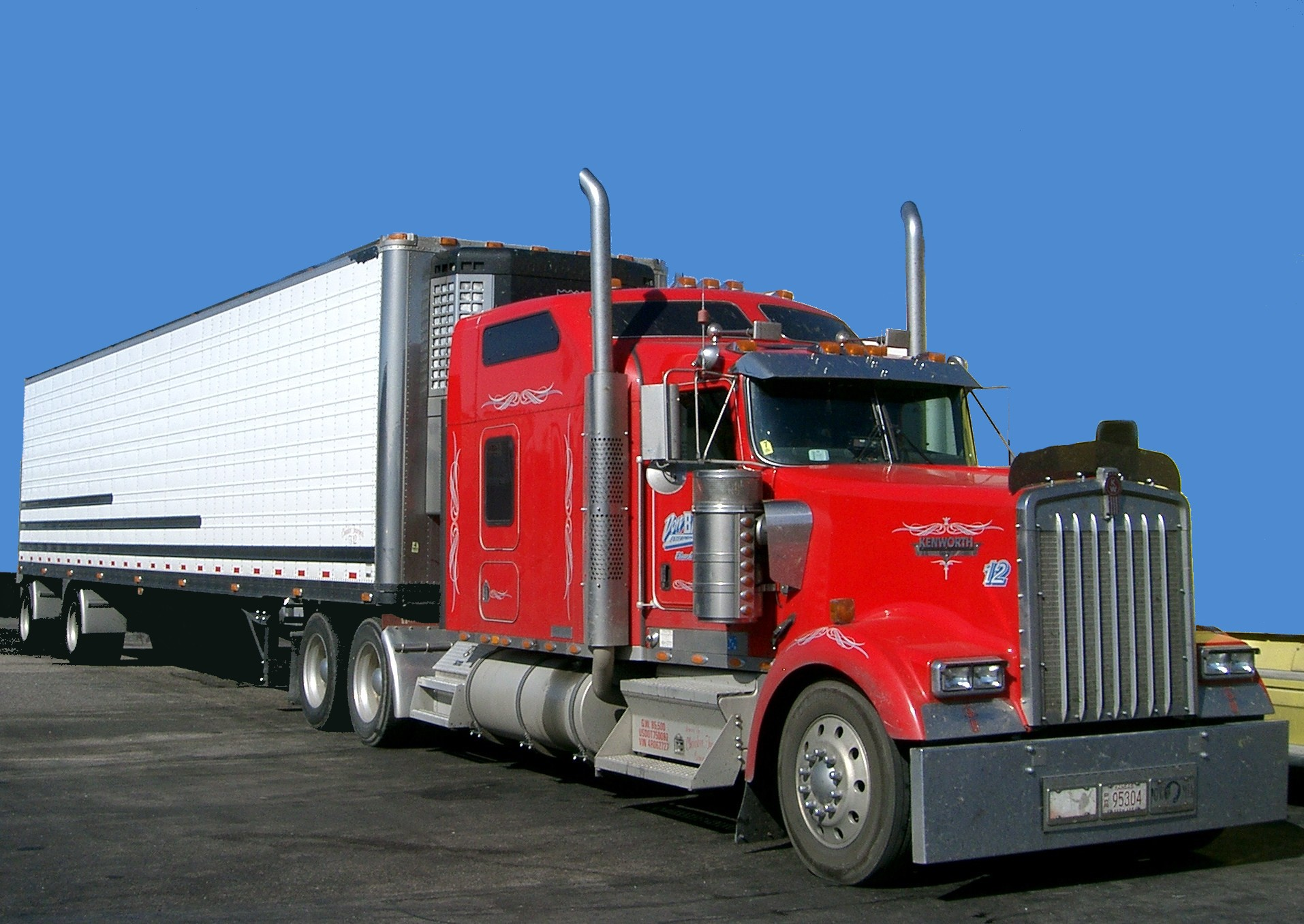
美國的貨櫃車

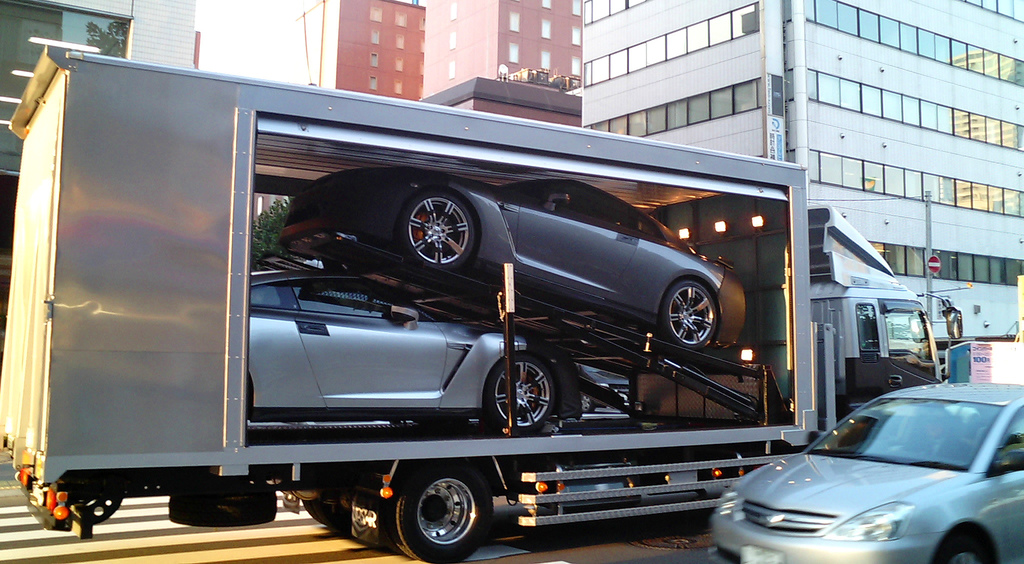
載運了兩台日產GT-R的貨車

商用车辆（英語：commercial vehicle），又稱營業車輛，在设计和技术特性上用于运送乘客和货物的汽车，并且可以牵引挂车。類別上可分為計程車、貨車及客車，一般需要更專業的駕照與規範才能操作。
商用车辆不包括私家車，由於著重扭力輸出與節省燃料費用，所以主要利用柴油引擎作為動力來源，但有部份商用车辆使用汽油、液化石油气或者天然气。2010年代起亦有廠商開發油電複合動力及純電力驅動的商用车辆，但尚未大規模量產販售而取代燃油車輛。